# Сборная Украины по теннису в Кубке Билли Джин Кинг
Сборная Украины по теннису в Кубке Федерации — официальный представитель Украины в Кубке Федерации. Руководящий состав сборной определяется Федерацией Тенниса Украины.
Капитаном команды является Наталья Медведева (занимает этот пост с 2014 года).
В настоящее время команда участвует в турнире первой группы евроафриканской зоны.
Национальные цвета — тёмно-синий верх и чёрный низ.

## История выступлений
Сборная дебютировала в турнире в 1993 году. Из этих 23 лет 2 года команда находится в Мировой группе (последнее восшествие в элитную группу состоялось в 2011, последний вылет — в 2013). За это время сыграна 81 матчевая встреч (45 победы).
До 1993 года лучшие игроки сборной выступали в составе сборной СССР и СНГ.

## Рекордсмены команды
| Максимальное общее число побед               | 27-11 | Елена Татаркова                        |
| Максимальное число побед в одиночных матчах  | 17-7  | Елена Татаркова                        |
| Максимальное число побед в парных матчах     | 13-4  | Ольга Савчук                           |
| Лучшая пара                                  | 4-0   | Катерина Бондаренко / Алёна Бондаренко |
| Наибольшее число участий в матчевых встречах | 27    | Елена Татаркова                        |
| Наибольшее число лет в турнире               | 9     | Ольга Савчук                           |

## Последние 3 матча сборной
| Год  | Стадия                          | Место (покрытие)           | Соперник       | Участвовавшие игроки                                       | Счёт |
| ---- | ------------------------------- | -------------------------- | -------------- | ---------------------------------------------------------- | ---- |
| 2015 | Евро-Африканская зона. Группа I | Будапешт, Венгрия, хард(i) | Болгария       | Катерина Козлова Элина Свитолина                           | 2-0  |
| 2015 | Евро-Африканская зона. Группа I | Будапешт, Венгрия, хард(i) | Великобритания | Леся Цуренко Элина Свитолина Ольга Савчук                  | 0-3  |
| 2015 | Евро-Африканская зона. Группа I | Будапешт, Венгрия, хард(i) | Лихтенштейн    | Катерина Козлова Элина Свитолина Ольга Савчук Леся Цуренко | 3-0  |